# Frăția Ortodoxă (organizație)
Frăția Ortodoxă (nume complet Frăția Ortodoxă „Sfântul Mare Mucenic Gheorghe purtătorul de Biruință”, în trecut Frăția Ortodoxă Română) este o organizație neguvernamentală, non-profit, neolegionară de extremă dreaptă din România, afiliată cu partidul politic Alianța pentru Unirea Românilor (AUR) de la fondarea partidului până în aprilie 2022, ce declarativ se ocupă cu organizarea de tabere de muncă pe bază de voluntariat la biserici, mănăstiri și orfelinate, precum și de alte acțiuni caritabile.
Pe de altă parte, organizația este recunoscută pentru activitățile anti-LGBT sau neolegionare întreprinse, în special în scandalurile privind serile de film de la Muzeul Național al Țăranului Român din februarie 2018 și evenimentele din Valea Uzului din iunie 2019. Din anul 2019, aceasta promovează activitatea partidului AUR, dovedindu-se un vector principal de imagine.
După cel de-al Doilea Congres al partidului Alianța pentru Unirea Românilor din martie 2022, președintele Dan Grăjdeanu a anunțat ieșirea din partid din cauza faptului că nu li s-a oferit nicio poziție de conducere în ciuda promisiunilor făcute anterior. Pe 17 aprilie 2022, s-a anunțat crearea unui nou partid al ONG-ului (Mișcarea Națională).

## Istoric

### Înființare
În 23 iunie 2008 Mitropolia Clujului, Maramureșului și Sălajului condusă de Bartolomeu Anania, fost membru al organizației legionare de tineret „Frățiile de Cruce”, a anunțat într-un comunicat înființarea „Frăției Ortodoxe Române”. Un comitet de inițiativă a anunțat în 22 iunie același an intenția de înființare, ca organizație nonguvernamentală și nonprofit cu sediul în municipiul Cluj-Napoca, strada Avram Iancu nr. 18. Dintr-o altă perspectivă aceasta este considerată o reactivare a organizației cu același nume care a funcționat între 1933–1939 la Cluj sub conducerea profesorului universitar Sextil Pușcariu și patronajul episcopului Nicolae Ivan al Arhiepiscopiei Vadului, Feleacului și Clujului.
Potrivit comunicatului mitropoliei, frăția era gândită drept o asociație destinată mirenilor și loc unde se promovează ideea de spiritualitate creștină și cultură religioasă activă, prin organizarea de cursuri speciale pe teme religioase, dezbateri, conferințe și simpozioane, procesiuni, pelerinaje și excursii la locurile sfinte și mănăstirile importante, prin editarea de cărți, reviste și pliante. De asemenea, s-a mai adăugat: „un for de dezbatere publică, un mijloc de comunicare cu publicul larg, o modalitate de implicare a tuturor la bunul mers al treburilor comunității creștine”. Înființarea frăției a mai avut ca pretext împărtășirea Mitropolitului Nicolae Corneanu. Organizația a primit binecuvântarea duhovnicului Iustin Pârvu.
Potrivit lui Mircea Popa, frăția se dorea o nouă societate cultural-ortodoxă cu scopul de a activa în societatea civilă pentru cu o resurecție spirituală creștină, după modelul organizației predecesoare cu același nume care a activat în perioada 1936–1939.
Potrivit mitropoliei, frăția avea un comitet de inițiativă format din intelectualii clujeni, din care majoritatea profesori universitari și doctori: Mircea Popa, Horia Colan, Marius Traian Bojiță (fost rector al Universității de Medicină și Farmacie „Iuliu Hațieganu”, UMF), Crișan Mircioiu, Marius Porumb, Nicolae Edroiu, Aurel Sava, Andrei Marga (rector al Universității Babeș-Bolyai, UBB), Oliviu Pascu, Ioan Stelian Bocșan (fost rector al UBB), Constantin Ciuce (rector al UMF), Radu Munteanu (rector al Universității Tehnice), Radu Solovastru (rector al Universității de Artă și Design), Ovidiu Pecican și Nicolae Costin. Dintre aceștia existau istorici cunoscuți atât pentru viziunea pronunțat naționalistă, cât și pentru cea multiculturală.
Ulterior, Andrei Marga a declarat pentru HotNews că nu a participat la discuții, nu a semnat o adeziune și nu are legătură cu activitatea organizației. Tot acesta a mai precizat că „soluțiile la problemele României nu se află nicidecum în trecut”, „abordarea problemelor religiei nu are alternativă la ecumenism” și că „imaginea asupra lui Iisus și asupra creștinismului este schimbată complet, grație cercetărilor istorice, biblice, teologice din ultimele decenii, încât relația dintre cultură și religie se pune în termeni complet noi în epoca de față”.
Radu Munteanu a declarat pentru aceeași agenție de presă că nu a semnat o adeziune și că a avut doar o discuție de principiu în care nu a stabilit nimic concret, necunoscând activitatea din interior. Aceeași poziție a avut-o și Radu Solovastru.
Pe de altă parte, Ovidiu Pecican a precizat că nu numai că nu s-a înscris, dar a avut obiecții la adresa organizației: „Eu am trimis chiar o scrisoare către Mitropolie în care aduceam serioase obiecții la o astfel de inițiativă. În primul rând mi se pare o denumire neinspirată, apoi sunt chestiuni de fond, din statut, cu care nu pot fi de acord. Formal, nu am semnat nimic, dar nici nu am dezavuat demersul. Nu înțeleg de ce apar într-o declarație publică, dar nici nu neg dreptul Bisericii Ortodoxe de a se organiza cum crede ea de cuviință.”
Cu privire la problematica menționării personalităților, purtătorul de cuvânt al mitropoliei a pasat răspunderea la preotul decan Ioan Chirilă, care nu a putut face o declarație pentru că era plecat la acel moment în Grecia.
În contextul dezicerilor față de frăție, au început să apară atât în presă cât și în exterior asocieri ale acesteia cu „Frățiile de cruce”. Mircea Popa a declarat că reluarea numelui asociației din perioada interbelică „nu are niciun fel de conotație temporală și nu trimite, în niciun caz, la vreo formă de activitate ce ar avea legătură cu mișcarea legionară” și că „Trecutul acestei asociații stă mărturie la îndemâna tuturor, iar documentele contemporane subliniază rolul ei benefic. Ca atare nu e bine să folosim intențiile bune ale cuiva drept sperietoare”.
Contactat de ziarul Făclia, Mircea Popa a dorit să aducă lămuriri asupra statutului asociației și a neînțelegerilor. Acesta a recunoscut greșeala comisă în legătură cu Andrei Marga prin nerealizarea unei colaborări mai strânse, a menționat că Ovidiu Pecican urma să fie contactat cu privire la adeziune iar Radu Solovastru și Radu Munteanu au fost la curent cu demersurile frăției, unul semnând comunicatul iar cel de al doilea fiind prezent la ședința comitetului de inițiativă care a avut loc în toamna anului 2007. Tot Mircea Popa a declarat că asociația este non-profit, compusă doar din mireni și având ca scop principal susținerea inițiativelor și acțiunilor Bisericii Ortodoxe Române. Acesta a mai adăugat că se avea în vedere intensificarea propagandei creștine pentru a introduce un stil de viață și o conduită publică corespunzătoare în raporturile interumane cât și sporirea intrajutorării sociale și religioase la toate nivelele și în toate clasele și ramurile vieții sociale.
Michael Shafir, atunci profesor la Facultatea de Studii Europene din cadrul UBB, a afirmat în iunie 2008 în acest context că „este îngrijorător ce se întâmplă” și că „se vorbește în numele intelectualilor, în legătură cu o organizație care duce cu gândul la extrema dreaptă [...] cu o greutate construită abuziv pe credibilitatea unor intelectuali cu faimă, pentru a canaliza tendințele în societate”. Tot acesta a mai adăugat că este o combinație a unui „populism de sus” și un altul „de jos”, exclusivist, nemaiexistând pericolul unui extremism de tip fascist, ci a unui populism extrem, după modelul Berlusconi care s-a asociat extremei drepte ca să revină la putere. În continuare a menționat că frăția „este o mișcare care se înscrie într-un curent ce va contura scena politică a României în perioada următoare”.
Shafir a mai adăugat că organizația poate fi și o expresie a luptei dintre Mitropolitul Bartolomeu, cu o viziune mesianică privind lupta permanentă cu pericolul catolicismului și uniților, și Patriarhul Daniel, cu o viziune managerială.
Jurnalistul Andrei Bădin a dezvoltat explicația și a concluzionat că Anania, fost legionar, torționar la Penitenciarul Aiud și colaborator al Securității, a dorit să refacă o structură a extremei drepte interbelice, având deja în jurul lui membrii ai extremei drepte reacționare și apropiați ai regimului național-comunist, precum gruparea Rost, frații Roncea, Eugen Barbu și Corneliu Vadim Tudor, Dan Ciachir și alții. Pretextul, potrivit acestuia, este întreruperea oricărui dialog cu Biserica Română Unită cu Roma, Greco-Catolică și Vatican și izolarea Bisericii Ortodoxe Române și explicit a României de Occident, devenind un oponent al Patriarhului Daniel. Potrivit aceluiași jurnalist, Anania reprezintă extrema dreaptă ortodoxă și fundamentalistă, „dăunătoare Bisericii dar și a Țării” și că „evident, extrema dreaptă s-a învolburat devenind așa cum este, de fapt, roșie”.
Jurnalistul Mihai Răzvan Rotaru a menționat că există un conflict cu conotații politice între ecumeniștii moderniști conduși de Patriarhul Daniel care susțin principiile unei societăți deschise, democratice și tradiționaliștii reprezentați de Mitropolitul Bartolomeu Anania „întorși spre trecutul comunist”.

### Activitate
La începutul existenței, Frăția Ortodoxă Română s-a opus scoaterii infracțiunii de incest din Codul Penal românesc. Ulterior a avut o prezență discretă în spațiul public.
În 4 februarie 2018 frăția a organizat un protest la Muzeul Național al Țăranului Român, unde a fost proiectat filmul 120 de bătăi pe minut (2017) în regia lui Robin Campillo, reușind să întrerupă activitatea. În 8 februarie același an frăția a organizat un protest cu aproximativ 30 de persoane înainte și în timpul proiecției filmului Soldații. Poveste din Ferentari (2017) în regia Ivanei Mladenovic. Poliția a fost chemată să evacueze sala, un bărbat a fost escortat, restul protestanților au părăsit de bunăvoie sala iar proiecția a fost reluată.
Președintele frăției, Dan Ciprian Grăjdeanu, a afirmat că filmele ar fi potrivite spre difuzare în mall-uri și că organizația nu se opune homosexualilor, însă se opune ridicării devierilor la rangul de virtute, difuzării pornografiei și a propagandei homosexuale în MNȚR. Tot acesta a precizat că grupul va semna o scrisoare adresată Ministerului Culturii și Identității Naționale, prin care va cere anularea proiecției „unor astfel de filme”, și că un alt protest va fi organizat.
În 4 martie 2018 câteva zeci de persoane, din care unele îmbrăcate în costume populare și ținând drapelul României, au protestat în fața sediului Ministerului Culturii din București sub deviza „Opriți propaganda homosexuală în școli și în instituții de cultură”. Mai multe organizații, printre care Frăția Ortodoxă, Alianța pentru Demnitate Națională și Asociația Pro Vita București, au transmis o scrisoare deschisă miniștrilor Sănătății, Educației și Culturii în care au solicitat demisia persoanelor care au permis desfășurarea filmelor cu mesaj pro-LGBT la Muzeul Țăranului Român și a celor care au dus o sută de elevi la vizionarea filmului 120 de bătăi pe minut.
În 5 decembrie 2018 mai multe grupări precum Asociația Noua Dreaptă, Frăția Ortodoxă Sfântul Mare Mucenic Gheorghe purtătorul de Biruință, Asociația Calea Neamului, Fundația Ion Gavrilă Ogoranu, Fundația Sfinții Martiri Brâncoveni și altele au organizat un protest pentru a cere autorităților române retragerea completă și definitivă a României din Pactul pentru Migrație. Acțiunea fusese precedată de un memoriu publicat în 22 noiembrie același an în gazeta electronică Buciumul, ce aparține Fundației Ion Gavrilă Ogoranu. În opinia lui William Totok aceste formațiuni au intrat într-o formulă actualizată, având la bază ideologia lui Corneliu Zelea Codreanu adaptată la realitățile actuale, în urma intrării în vigoare a legii antilegionare nr. 217 din 23 iulie 2015 pentru modificarea și completarea Ordonanței de urgență a Guvernului nr. 31/2002 privind interzicerea organizațiilor și simbolurilor cu caracter fascist, rasist sau xenofob și a promovării cultului persoanelor vinovate de săvârșirea unor infracțiuni contra păcii și omenirii.
În 24 ianuarie 2019, de ziua Unirii Principatelor Române, câțiva zeci de oameni din rândul Asociației Calea Neamului, Frăției Ortodoxe și filialei Asociației Studenților Creștini Ortodocși din România (ASCOR) Buzău au protestat în centrul orașului Sfântu Gheorghe, în fața teatrului „Andrei Mureșanu”, pentru a exprima dezacordul pentru decizia instituției de a prezenta în cursul serii spectacolul „Nu chiar 1918”. O manifestare asemănătoare a avut loc și în 1 decembrie 2018 la premiera unui spectacol. Directoarea teatrului, Anna Maria Popa, a declarat pentru Agerpres că nu mai dorește să facă comentarii despre subiect iar în decembrie catalogase protestul ca fiind deplasat, în condițiile în care niciunul dintre cei nemulțumiți nu văzuse spectacolul. În 1 decembrie 2018 conducerea primăriei a sesizat poliția întrucât protestul nu fusese autorizat și a creat disconfort spectatorilor și personalului.
Potrivit istoricului Oliver Jens Schmitt, Frăția Ortodoxă a fost un alt factor declanșator al conflictului interetnic din timpul evenimentelor de la Valea Uzului din iunie 2019, unde s-a aflat în cooperare cu părți ale forțelor de ordine.
Aceasta se aseamănă în materie de simbolistică cu „Frățiile de cruce” din perioada interbelică.
În noiembrie 2019, scriitorul și publicistul William Totok a fost amenințat cu moartea online de către organizație și membrii săi în urma realizării unui interviu cu cercetătorul CNSAS Mihai Demetriade ce a pus sub semnul întrebării statutul de victime ale celor care au luat parte la Experimentul Pitești și a demitizat subiectul. Potrivit lui Totok, Demetriade a expus într-o formă sintetizată rezultatele unui studiu amplu despre activitatea Securității în universul penitenciar românesc, publicat înainte în anul 2015. Atacul a vizat și alte persoane publice asociate cu subiectul, precum Mihai Demetriade, Mădălin Hodor (cercetător CNSAS) și Alexandru Florian (director al Institutului Național pentru Studierea Holocaustului din România „Elie Wiesel”).
Totok a asociat campania frăției cu cea a Securității în urma organizării de către scriitor în 8 noiembrie 1989 a unei expoziții a Comitetului pentru drepturile omului din România, din cadrul Fundației germane „Heinrich Böll” în preludiul Zilei Internaționale de Acțiune România și a deschiderii Zidului Berlinului, moment în care poliția politică a încercat să intimideze organizatorii Zilei de Acțiune cu amenințări cu moartea și un limbaj violent al foștilor legionari, folosind identități false aflate sub presupuse grupări patriotice. Presa germană și internațională a semnalat atunci acțiunea poliției politice, aflată sub conducerea lui Iulian Vlad, care își făcea datoria în apărarea regimului național-comunist român.
Deține un grup în rețeaua Facebook, care la nivelul lunii ianuarie 2021 avea 67.694 de urmăritori. S-a remarcat a fi prezentat și promovat intens activitatea AUR, rămânând unul din vectorii principali de imagine ai partidului. Potrivit unui comunicat publicat în respectiva rețea, frăția a participat în voluntariat la orfelinatul de copii și bătrâni din Valea Plopului, Prahova, la ajutarea Mănăstirii Bucium (județul Brașov) la tăiatul lemnelor de foc și la o tabără de lucru în anul 2020.
Potrivit cercetătoarei Adina Marincea din cadrul Institutului Național pentru Studierea Holocaustului din România „Elie Wiesel”, în 2021 Dan Grăjdeanu a chemat voluntari și membri ai frățiilor ortodoxe din teritoriul României la tabără de muncă la Mânăstirea Paltin din Petru Vodă, Neamț, cunoscută drept cuib neolegionar. Dan Grăjdeanu a menționat că adunarea s-a făcut la chemarea lui Călin Georgescu. Tot cercetătoarea a menționat că grupările neolegionare, cu conexiuni prin reprezentanți ai unor biserici ortodoxe, au facilitat accesul lui Călin Georgescu în anumite biserici sau mânăstiri din mediul rural pentru discursuri.
De asemenea, organizația este asociată și cu mișcarea Partidul Strămoșesc înființată de Călin Georgescu.

## Organizații cu același nume în trecut

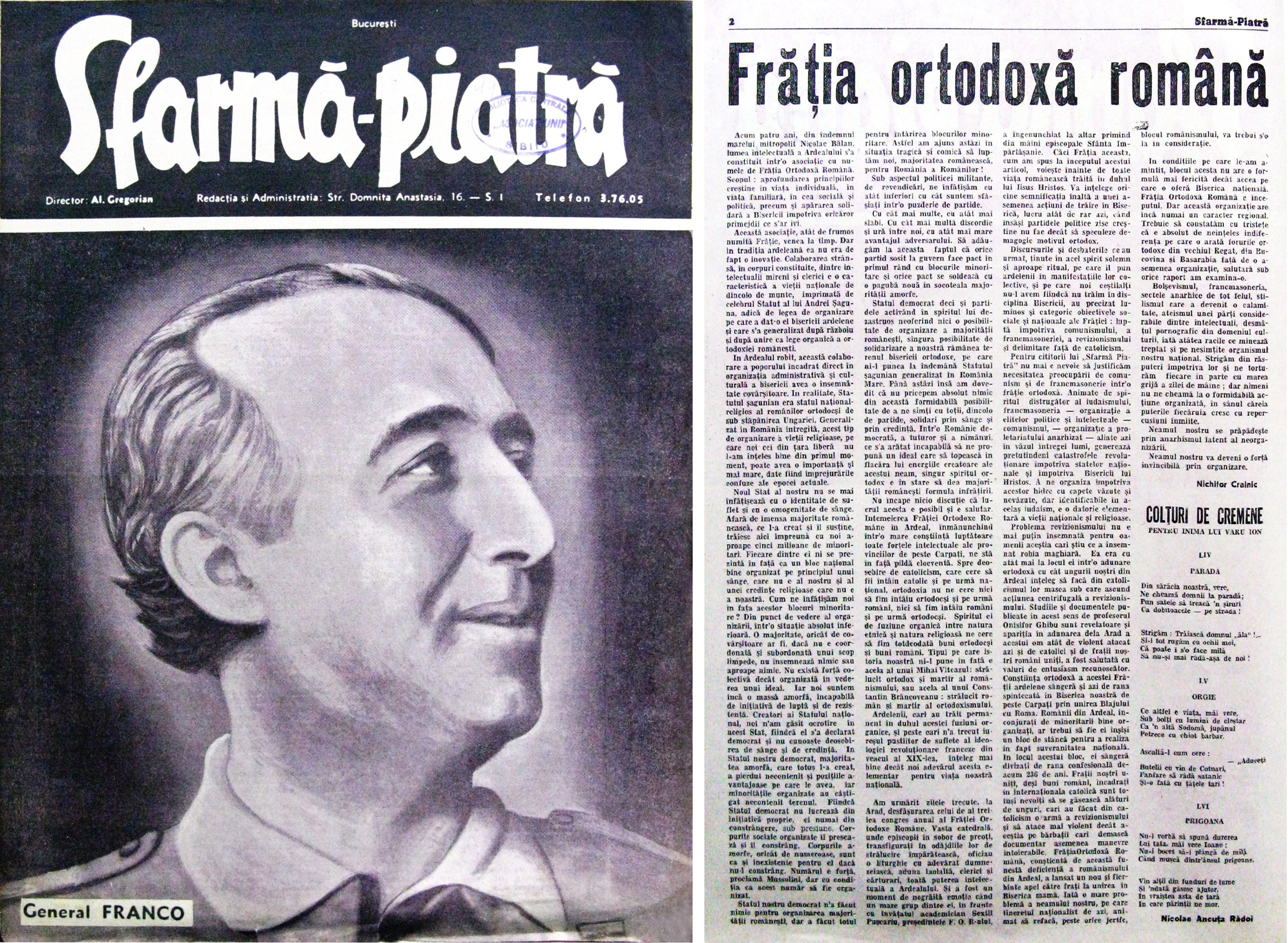
Articol semnat de Nichifor Crainic despre înființarea Frăției Ortodoxe Române în revista legionară Sfarmă-Piatră, Anul II, Nr. 49, 29 octombrie 1936, p. 2
(Pentru a citi dați click în scopul accesării fișierului la Wikimedia Commons)

În anul 1933 a fost înființată la Cluj de către Sextil Pușcariu Frăția Ortodoxă Română (FOR), a cărei primă convocare a avut loc în oraș la 1 februarie 1933. Sextil Pușcariu deținea funcția de președinte și organizația se afla sub patronajul episcopului Nicolae Ivan al Arhiepiscopiei Vadului, Feleacului și Clujului. A existat până în 1939.
Îndemnul constituirii asociației a fost dat de mitropolitul ortodox al Ardealului, Nicolae Bălan.
Potrivit lui Mircea Popa, asociația a organizat o serie de acțiuni cultural-ortodoxe, publicul fiind informat de acestea prin intermediul revistei Renașterea a arhiepiscopiei. FOR a ținut în fiecare an câte un congres cu caracter creștin în orașele Cluj, Sibiu, Oradea, Caransebeș și Mureș-Oșorhei, iar potrivit lui Mircea Popa, influențând în mod pozitiv viața cultural-religioasă din Transilvania prin acțiunea de propagandă și o „activitate chibzuită”.
Din comitetul de inițiativă și din conducere au făcut parte personalități ale Clujului universitar interbelic precum Ioan Lupaș, Victor Papilian, Gheorghe Bogdan-Duică, Iuliu Hațieganu, Silviu Dragomir și alții. Secretarul FOR a fost Ion Mateiu.
În anii 2000 filologul Gabriel Vasiliu a adunat într-un volum conferințele și rapoartele ținute de către Sextil Pușcariu, fiind prefațat de președintele Consiliului Universității Babeș-Bolyai din Cluj-Napoca, Andrei Marga.